# Autocharis arfakensis
Autocharis arfakensis là một loài bướm đêm trong họ Crambidae.